# Olímpia (kommun)
Olímpia är en kommun i Brasilien.   Den ligger i delstaten São Paulo, i den sydöstra delen av landet, 600 km söder om huvudstaden Brasília. Antalet invånare är 49 792.
Följande samhällen finns i Olímpia:
- Olímpia

Trakten runt Olímpia består till största delen av jordbruksmark. Runt Olímpia är det ganska tätbefolkat, med 108 invånare per kvadratkilometer.